# Saint-Jean-de-Bassel
Saint-Jean-de-Bassel là một xã trong vùng Grand Est, thuộc tỉnh Moselle, quận Sarrebourg, tổng Fénétrange. Tọa độ địa lý của xã là 48° 48' vĩ độ bắc, 06° 59' kinh độ đông. Saint-Jean-de-Bassel nằm trên độ cao trung bình là 265 mét trên mực nước biển, có điểm thấp nhất là 232 mét và điểm cao nhất là 275 mét. Xã có diện tích 10,05 km², dân số vào thời điểm 1999 là 338 người; mật độ dân số là 33 người/km².

## Thông tin nhân khẩu
| 1962 | 1968 | 1975 | 1982 | 1990 | 1999 |
| ---- | ---- | ---- | ---- | ---- | ---- |
| 375  | 376  | 382  | 336  | 341  | 338  |